# Statolatri
Statolatri, begrepp som formulerades 1931 av påven Pius XI i encyklikan Non abbiamo bisogno. Han jämställde fascismens statsideologi med avgudadyrkan. Året därpå avhandlade Mussolini statolatri i boken La Dottrina del Fascismo, som spökskrevs av filosofen Giovanni Gentile.